# Jebel Mokram-groep
De Jebel Mokram-groep was een neolithische cultuur in wat nu oostelijk Soedan en het aangrenzende westelijk Eritrea is. Ze volgde de Gash-groep en dateert van rond 1800 tot 800 voor Christus.
De Jebel Mokram-groep wordt vooral gekenmerkt door haar aardewerk, dat sterk doet denken aan dat van de Pangrafcultuur, de C-groep- en de Kermacultuur. De vaten hebben een ronde rand, die meestal duidelijk afsteekt tegen de rest van de pot. Het oppervlak van de vaten is meestal versierd met ingesneden lijnen.
Op de opgravingsplaats UA-53 is Egyptisch aardewerk gevonden dat getuigt van handel met Egypte. Op de opgravingslocatie JAG-1 werd ook een zegel gevonden, vergelijkbaar met die bekend van de Gash-groep. Gereedschappen werden gemaakt van steen, waarbij ook obsidiaan als materiaal werd gebruikt. Bij UA-53 zijn de resten opgegraven van een grote ronde hut of kraal van licht materiaal. Er zijn ook aanwijzingen voor gebouwen van leemsteen, maar deze zijn nog slecht bestudeerd.
Veeteelt was de basis van de economie. Er werd vis geconsumeerd, en er is bewijs van plantenteelt, waaronder sorghum en Syrische Christusdoorn (Ziziphus spina-christi).